# Fayez Jumaa
Fayez Jumaa (Arabic:فايز جمعه) (sinh ngày 12 tháng 2 năm 1981) là một cầu thủ bóng đá người Các Tiểu vương quốc Ả Rập Thống nhất. Hiện tại anh thi đấu cho Al-Arabi.